# 190310 De Martin
190310 De Martin è un asteroide della fascia principale. Scoperto nel 1997, presenta un'orbita caratterizzata da un semiasse maggiore pari a 3,1202032 au e da un'eccentricità di 0,2414232, inclinata di 16,88384° rispetto all'eclittica.
L'asteroide è dedicato a Davide De Martin, astronomo dilettante italiano.